# 恰德爾倫加
恰德爾倫加是摩爾多瓦的城市，位於該國東南部，由加告茲自治區負責管轄，始建於1541年，面積96.1平方公里，主要經濟活動是農業和製造業，2010年人口22,700。